# 小駄良川
小駄良川（こだらがわ）は、岐阜県郡上市を流れる木曽川水系の河川で、吉田川の支流のうち、唯一一級河川に指定されている。
郡上市八幡町北部、明方村との境界にある河鹿に源流部がある。山間部を南へ流れていくつかの小河川と合流して八幡町市街部で吉田川と合流する。流路に沿って岐阜県道319号寒水八幡線が走っている。江戸時代には支流の初音谷川や吉田川とともに八幡城の外堀としての役目を担っていた。名水百選に選ばれた湧水、宗祇水は吉田川との合流点付近にあって小駄良川へと注いでいる。
現在では郡上本染の鯉のぼりの寒ざらしが行われるほか、郡上踊りの宗祇水神祭において水中花火が披露されるなどいくつかの行事が行われている。